# Norman Harris
Norman Ray Harris (Danville, 14 de outubro de 1947 Filadélfia, 20 de março de 1987) foi um guitarrista, produtor musical, arranjador e compositor norte-americano.